# Världen är så mycket bättre nu
Världen är så mycket bättre nu är en sång och en digital singel av den svenske artisten Olle Ljungström från 2013. Låten fanns även med på Ljungströms åttonde album som soloartist, Släng in en clown (2013), fast singelversionen skiljer sig något från låten på albumet.

## Låtlista
Text och musik: Olle Ljungström, Torsten Larsson och Heinz Liljedahl.
1. "Världen är så mycket bättre nu" (3:28)